# Großohr-Sumpfratten
Die Großohr-Sumpfratten (Malacomys) sind eine Nagetiergattung aus der Gruppe der Altweltmäuse (Murinae). Die Gattung umfasst drei Arten.

## Allgemeines
Namensgebendes Merkmal dieser Nagetiere sind die großen, unbehaarten Ohren, der Schädel ist langgestreckt, die Hinterbeine sind lang und dünn und der unbehaarte Schwanz ebenfalls lang. Ihr Fell ist ausgesprochen weich und seidig, der Rücken ist dunkelbraun, die Flanken sind heller und der Bauch weißlich. Die Tiere erreichen eine Kopfrumpflänge von 12 bis 19 Zentimeter, eine Schwanzlänge von 12 bis 22 Zentimeter und ein Gewicht von 50 bis 150 Gramm.
Großohr-Sumpfratten leben im mittleren Afrika, ihr Verbreitungsgebiet erstreckt sich von Guinea bis Uganda und das nördliche Sambia. Ihr Lebensraum sind mit dichter Vegetation bestandene Gebiete neben Gewässern. Sie sind nachtaktiv und ruhen tagsüber in selbstgemachten Nestern aus Gräsern und Blättern, die sie in Erdspalten oder im Wurzelwerk der Bäume anlegen. Sie können gut klettern. Ihre Nahrung besteht zu annähernd gleichen Teilen aus pflanzlichem und tierischem Material, so fressen sie Früchte, Samen und Nüsse, aber auch Insekten, Schnecken und Krabben.

## Systematik
Laut Wilson & Reeder (2005) nehmen die Großohr-Sumpfratten innerhalb der Altweltmäuse eine isolierte Position ein und wird darum in einer eigenen Gattungsgruppe, der Malacomys-Gruppe eingeordnet. Genetische Untersuchungen von Lecompte et al. (2008) haben diese Position bestätigt, sie führen die Gattung in einer eigenen Tribus, den Malacomyini. 
Die Gattung teilt sich in drei Arten:
- Cansdales Sumpfratte (Malacomys cansdalei) lebt im westlichen Afrika von Liberia bis Ghana.
- Edwards Sumpfratte (Malacomys edwardsi) ist von Guinea bis Nigeria verbreitet.
- Die Langfüßige Sumpfratte (Malacomys longipes) kommt von Nigeria bis Uganda und Sambia vor.

Zwei weitere Arten, M. lukolelae und M. verschureni, werden heute meist in Praomys eingeordnet.
Keine der drei Arten ist laut IUCN gefährdet.